# Martín Montoya
Martín Montoya Torralbo (Gavà, 14 de abril de 1991) é um futebolista espanhol que atua como lateral direito. Actualmente, joga no Aris, da Superliga grega.

## Clubes

### Barcelona
Martín Montoya chegou na base do Barcelona com apenas oito anos. Durante uma década, passando por todas as categorias de base do clube, chegou ao profissional em 2011.
Em 6 de dezembro de 2011 estreou na Liga dos Campeões marcando um gol contra o BATE Borisov. Na temporada 2012–13 Montoya ganhou ficha de profissional, usando a camisa de número 19.

### Internazionale
Foi cedido por empréstimo em 3 de julho de 2015 a Internazionale por uma temporada, podendo ampliar-se automaticamente a cessão se o jogador atuar determinado número de partidas. No entanto, estreou somente em 12 de dezembro contra a Udinese.

### Betis
Em 1 de fevereiro de 2016 foi emprestado ao Betis até o fim da temporada, em junho.

### Valencia
Após rescisão contratual com o Barcelona, Montoya transferiu-se ao Valencia até 2020.

## Títulos
Barcelona
- Campeonato Espanhol: 2010–11, 2012–13, 2014–15
- Copa do Rei: 2011–12, 2014–15
- Supercopa da Espanha: 2011, 2013
- Liga dos Campeões da UEFA: 2014–15

Real Betis
- Copa do Rei: 2021–22

Seleção Espanhola Sub–17
- Campeonato Europeu Sub–17: 2008

Seleção Espanhola Sub–21
- Campeonato Europeu Sub–21: 2011, 2013

### Prêmios individuais
- Equipe do torneio do Campeonato Europeu Sub-21 de 2013